# Escala de depressão de Beck
A escala de depressão de Beck ou inventário de depressão de Beck (Beck Depression Inventory, BDI, BDI-II), criada por Aaron Beck, consiste em um questionário de auto-relato com 21 itens de múltipla escolha. É um dos instrumentos mais utilizados para medir a severidade de episódios depressivos. Seu desenvolvimento marcou uma mudança entre os profissionais de saúde mental, que até então entendiam a depressão em uma perspectiva psicodinâmica, ao invés de enraizada nos próprios pensamentos dos pacientes (cognição).
Na sua versão atual, o questionário é desenhado para pacientes acima de 13 anos de idade e é composto de diversos itens relacionados aos sintomas depressivos como desesperança, irritabilidade e cognições como culpa ou sentimentos de estar sendo punido, assim como sintomas físicos como fadiga, perda de peso e diminuição da libido.
Existem três versões da escala: a BDI original, publicada em 1961 e revisada em 1978; a BDI-1A; e a BDI-II, publicada em 1996. A escala é largamente utilizada como ferramenta para medida por profissionais de saúde e pesquisadores em uma variedade de contextos clínicos e de pesquisa.

## Desenvolvimento e história
Historicamente, a depressão era descrita em termos psicodinâmicos como "hostilidade invertida contra si mesmo". A BDI, entretanto, foi desenvolvida em um novo modelo: coletando as descrições textuais de pacientes sobre seus sintomas e utilizando estes termos para estruturar uma escala que refletisse a intensidade e severidade de um dado sintoma.
Durante seu trabalho, Beck chamou atenção à importância de "cognições negativas": pensamentos negativos persistentes, imprecisos e intrusivos sobre o self. Beck acreditava que estas cognições "causavam" a depressão, ao invés de serem gerados pelo quadro depressivo.
Beck desenvolveu uma tríade de cognições negativas sobre o mundo, o futuro e o self, que têm grande papel no desenvolvimento de um quadro depressivo. Um exemplo da tríade  retirado de Brown (1995) é o caso do estudante que obtinha maus resultados nos exames:
- O estudante apresenta pensamentos negativos sobre o mundo, assim ele passa a acreditar que não gosta das aulas.
- O estudante apresenta pensamentos negativos sobre seu futuro, pois pensa que não será aprovado na disciplina.
- O estudante apresenta pensamentos negativos sobre si mesmo, já acredita que não merece estar na faculdade.[4]

O desenvolvimento da BDI reflete estes problemas na sua estrutura, com itens como "Eu perdi todo o interesse em outras pessoas" para refletir o mundo, "Eu me sinto desencorajado sobre o futuro", para refletir o futuro, e "Eu me culpo por tudo de ruim que acontece" para refletir o self. A visão da doença depressiva como mantida por cognições negativas intrusivas tem particular aplicação na terapia cognitivo comportamental, que busca desafiar e neutralizá-las através de técnicas como a reestruturação cognitiva.

## BDI
A BDI original, publicada em 1961 consistia de 21 questões sobre como o indivíduo se sentiu na última semana. Cada questão apresentava pelo menos quatro possibilidade de respostas, que variavam em intensidade. Como exemplo:
- (0) Eu não me sinto triste
- (1) Eu me sinto triste
- (2) Eu me sinto triste todo o tempo e não consigo sair desta situação
- (3) Eu me sinto tão triste ou infeliz que não consigo suportar

Para avaliar o resultado, um valor de 0 a 3 é determinado para cada resposta e o resultado final é comparado a uma chave para determinar a severidade do quadro depressivo. Os valores básicos são: 0-9 indicam que o indivíduo não está deprimido, 10-18 indicam depressão leve a moderada, 19-29 indicam depressão moderada a severa e 30-63 indicam depressão severa. Valores maiores indicam maior severidade dos sintomas depressivos.

### BDI-IA
A BDI-IA consistia em uma revisão do instrumento original, desenvolvida por BECK  na década de 1970 e registrada em 1978. Para facilitar o uso, Beck retirou itens com a mesma pontuação e os indivíduos passaram a responder sobre a qualidade do seu humor nas duas últimas semanas antes da entrevista. . A consistência interna da BDI-IA era boa, com um coeficiente alfa de Cronbach por volta de 0.85, o que significa que os itens do inventório são fortemente correlacionados uns aos outros.
Entretanto, esta versão ainda apresentava algumas falhas: a BDI-IA apenas lidava com seis dos nove critérios para depressão do DSM-III. Estes e outros problemas foram tratados na BDI-II.

## BDI-II
A BDI-II é resultado da revisão realizada em 1996, desenvolvida em resposta à publicação da quarta edição do Diagnostic and Statistical Manual of Mental Disorders pela American Psychiatric Association's, que alterou muitos dos critérios diagnósticos do Transtorno Depressivo.
Itens que envolviam mudanças em imagem corporal, hipocondria e difuldade para trabalhar foram substituídos. Itens sobre sono e apetite foram revisados para medir tanto aumento quanto redução dos mesmos. Apenas três itens permaneceram os mesmos: itens sobre sensação de estar sendo punido, pensamentos suicidas e interesse sexual.
Assim como a BDI, a BDI-II também contém 21 questões e cada resposta recebeu um valor de 0-3. As categorias utilizadas diferem da original: 0-13 depressão mínima, 14-19 depressão leve, 20-28 depressão moderada e 29-63 depressão severa.
Uma outra forma de avaliar a utilidade de um instrumento é notando-se quão perto suas medidas estão em sintonia com instrumentos similares, que foram validados contra entrevistas clínicas realizadas por clínicos treinados. A este respeito, a BDI-II é positivamente correlacionada com a Escala de Depressão de Hamilton com  Pearson r de 0,71, indicando boa concordância. O teste também demonstrou ter alta confiabilidade teste-reteste com uma semana de intervalo (r de Pearson = 0,93), o que sugere que não é extremamente sensível a mudanças diárias no humor. O teste também demonstrou ter alta consistência interna (α=.91).

### Abordagem bifatorial da depressão
A depressão pode ser entendida como tendo dois componentes: o componente afetivo (humor) e o componente físico ou "somatico" (por exemplo, perda de apetite). A BDI-II reflete esta abordagem e pode ser divida em duas subescalas. O propósito destas subescalas é determinar a causa primária da depressão do paciente.
A subescala afetiva contém oito itens: pessimismo, perdas passadas, sentimentos de culpa, sentimentos de punição, auto-desprezo, autocrítica, pensamentos ou desejos suicidas e pensamentos de desvalor. A subescala somática consiste de outros treze itens: tristeza, alterações no apetite, perda de prazer, choro, agitação, perda de interesse, cansaço ou fatiga, indecisão, perda de energia, alterações nos padrões de sono, irritabilidade, dificuldades de concentração e diminuição da libido. As duas subescalas são moderadamente correlacionadas a 0.57, o que sugere que os aspectos físicos e psicológicos da depressão são relacionados ao invés de completamente distintos.

## Impacto
O desenvolvimento da BDI foi um importante evento em psiquiatria e psicologia. Ela representou a mudança na visão da depressão entre os profissionais de saúde de uma abordagem freudiana e psicodinâmica para uma guiada pelos pensamentos ou cognições do paciente. A escala também estabeleceu o princípio de que ao invés de se tentar desenvolver uma medida psicométrica baseada em uma teoria possivelmente inválida, questionários de auto-relato, quando analisados através de técnicas como análise fatorial podem sugerir construtos teoréticos.
A BDI foi originalmente desenvolvida para garantir medida quantitativa da intensidade do quadro depressivo. Como foi desenhada para refletir o grau de depressão, ela pode ser utilizada para monitorizar mudanças e prover medidas objetivas para julgar melhora ou efetividade de métodos de tratamento. O instrumento continua a ser largamente utilizado em pesquisa e em 1998 já tinha sido utilizada em mais de 2000 estudos.
A escala foi traduzida e validada em múltiplas línguas,

## Limitações
A BDI sofre o mesmo problema de outros inventórios ou escalas de auto-relato, nos quais os resultados podem ser facilmente exagerados ou minimizados pelo indivíduo que as completa. Assim como os demais questionários, a forma na qual o instrumento é administrado pode causar um efeito no resultado final. Se a um paciente é solicitado que complete a escala em frente de outras pessoas em um ambiente clínico, por exemplo, expectativas sociais podem suscitar uma resposta diferente quando comparados a administração através dos correios.
Em respondentes com quadros físicos associados, o peso da BDI em sintomas físicos como fatiga, por exemplo, pode artificialmente inflacionar os resultados devido a sintomas físicos de doenças, ao invés de depressivos. Em uma tentativa de lidar com este problema, Beck e colegas desenvolveram a "Beck Depression Inventory for Primary Care" (BDI-PC), uma curta escala de rastreio que consiste em sete ítens da BDI-II considerados independentes da função física.
Diferentemente da BDI, a BDI-PC produz apenas o resultado binário de "sem depressão" ou "deprimido" para pacientes que pontuam acima de 4.
Embora desenhada como um instrumento de rastreio e não como ferramenta diagnóstica, a BDI pode ser ocasionalmente utilizada por profissionais de saúde para obter um rápido diagnóstico.

## Leia também
- Beck A.T. (1988). "Beck Hopelessness Scale." Harcourt Assessment|The Psychological Corporation.
- Craven J.L., Rodin G.M., Littlefield C. (1988). "The Beck Depression Inventory as a screening device for major depression in Dialysis|renal dialysis patients". Int J Psychiatry Med 18: 365-374